# Zoltán Tibor Szabó
Zoltán Tibori Szabó (n. 25 decembrie 1957, Alba Iulia, Alba, România) este un jurnalist, profesor universitar, translator și editor maghiar din România, care activează în prezent la Universitatea Babeș-Bolyai din Cluj-Napoca. Acesta este cunoscut pentru lucrările sale despre Revoluția Ungară din 1956 și despre Holocaustul în Transilvania și România. Acesta a lucrat și cu profesorul universitar american de origine româno-maghiară Randolph Lewis Braham. 